# Tomah
Tomah is een plaats (city) in de Amerikaanse staat Wisconsin, en valt bestuurlijk gezien onder Monroe County.

## Demografie
Bij de volkstelling in 2000 werd het aantal inwoners vastgesteld op 8419. In 2006 is het aantal inwoners door het United States Census Bureau geschat op 8723, een stijging van 304 (3,6%).

## Geografie
Volgens het United States Census Bureau beslaat de plaats een oppervlakte van 20,0 km², waarvan 19,0 km² land en 1,0 km² water. Tomah ligt op ongeveer 301 m boven zeeniveau.

## Plaatsen in de nabije omgeving
De onderstaande figuur toont nabijgelegen plaatsen in een straal van 20 km rond Tomah.